# Ropa (wieś)

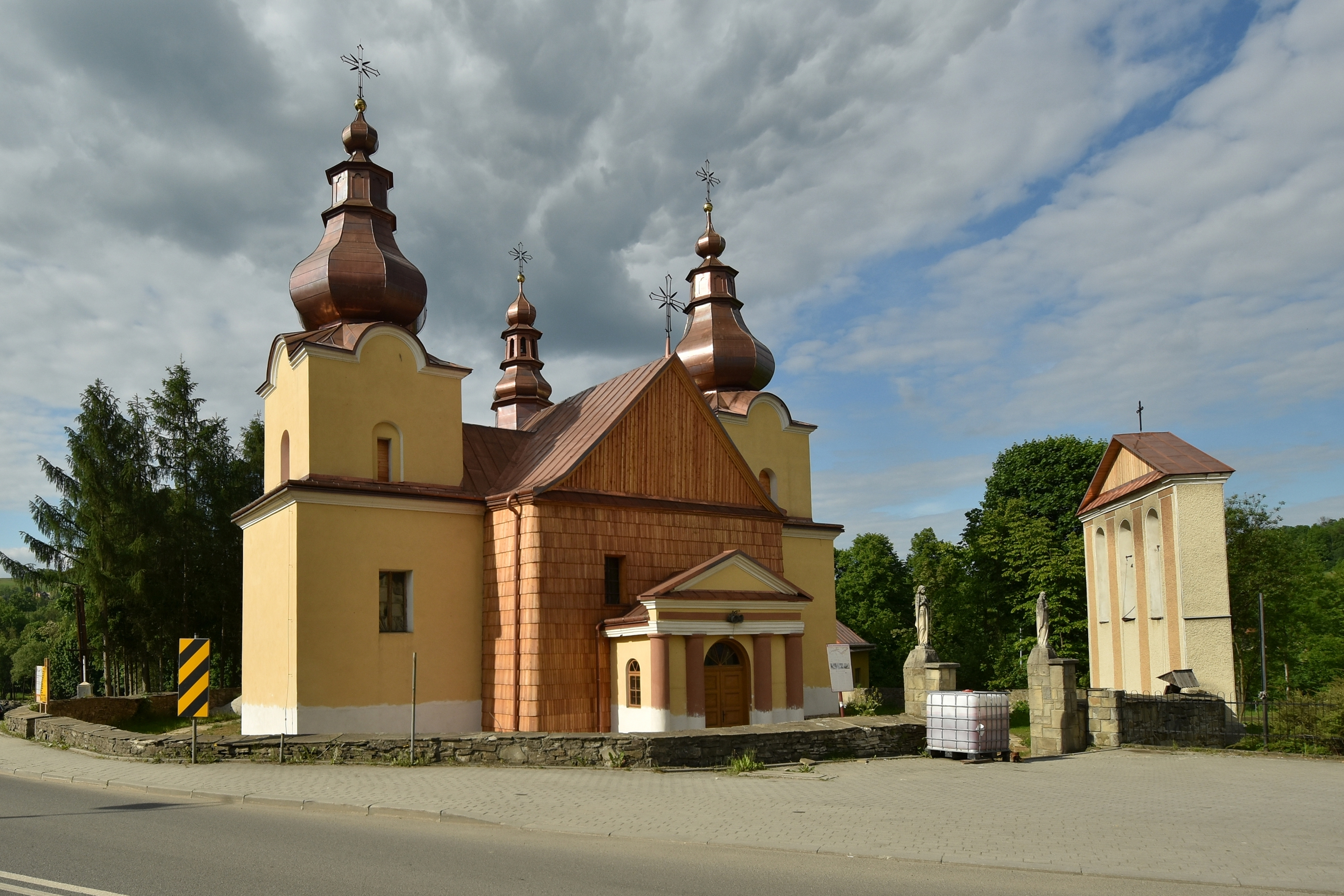
Kościół św. Michała Archanioła

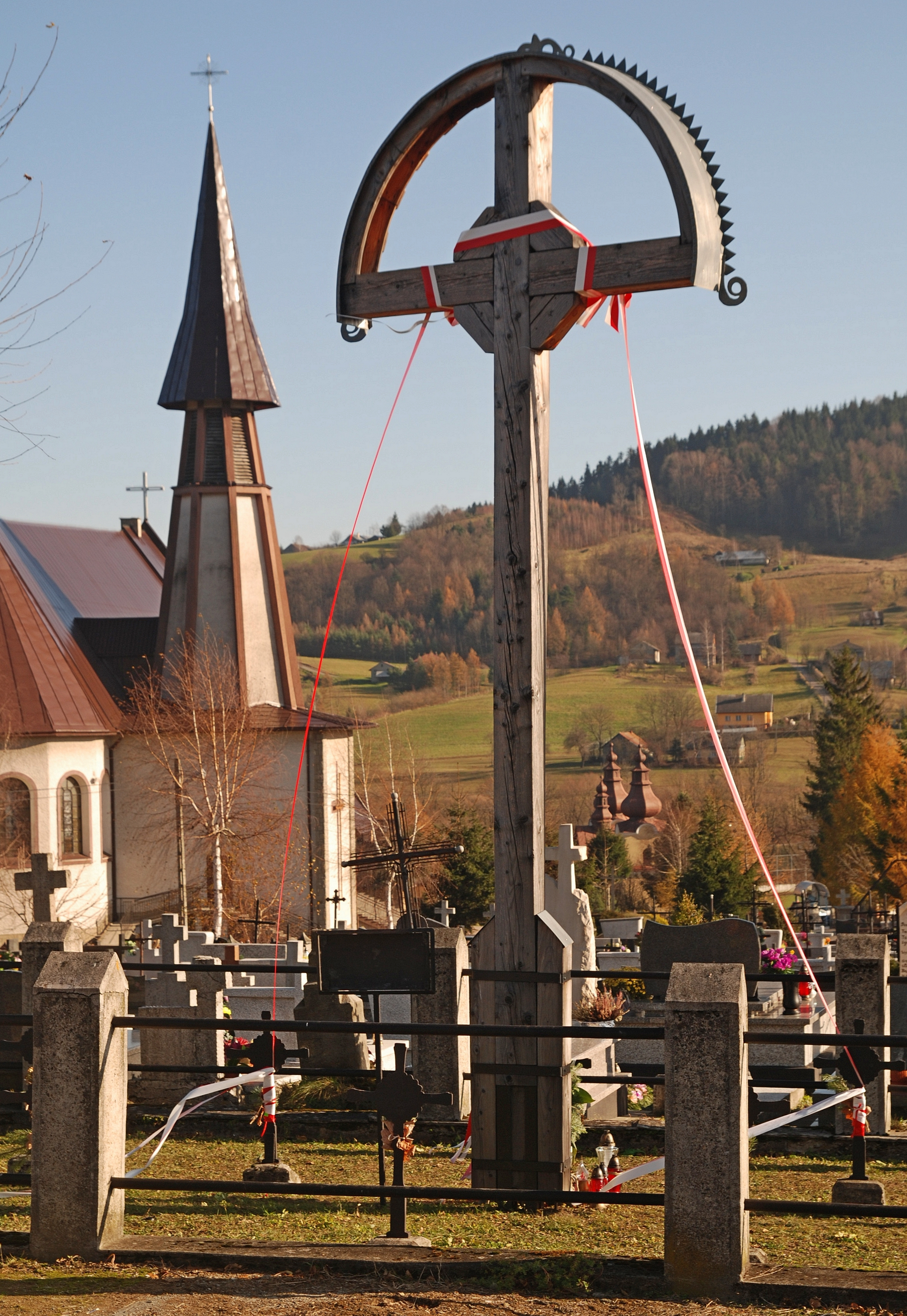
Cmentarz wojenny nr 72

Ropa – wieś w Polsce, położona w województwie małopolskim, w powiecie gorlickim, w gminie Ropa. Leży nad Ropą, dopływem Wisłoki.

## Części wsi
Integralne części wsi Ropa: Bogaczówka, Bukowa, Czachorówka, Deciówka, Drągówka, Folwark, Garłaszówka, Górnikówka, Jaworówka, Kawówka, Kąty, Kleszczówka, Koczwarówka, Kostórówka, Kowalówka, Kóstra, Księże, Kuczówka, Kusiówka, Lipie, Listówki, Na Dole, Na Ruskiem, Nowakówka, Obczary, Pociecha, Podchełmie, Pod Styrem, Podupełź, Pod Wawrzką, Potoki, Równie, Siutówka, Smakówka, Stolarzówka, Upełź, Wierzchy, Wola, Zadział, Zagóra, Zagórze, Zagrody, Zalesie, Za Wodą.

## Historia
Lokowana jest na mocy przywileju Kazimierza Wielkiego w XIV wieku na prawie niemieckim. W 1393 wieś przeszła w posiadanie rodu Gładyszów.

W 1530 r. Seweryn Boner – podskarbi królewski króla Zygmunta Starego i starosta biecki, szukając złota we wsi Ropa, natknął się na ropę naftową, która zalała mu kopalnię.
Po I rozbiorze Polski wieś znalazła się w zaborze austriackim. Od 1782 r. należała do cyrkułu dukielskiego. Ewaryst Andrzej Kuropatnicki w wydanym po raz pierwszy w 1786 r. dziełku pt. „Geografia (...) Galicyi i Lodomeryi” tak pisał o Ropie: Wieś dziedziczna i mieszkalna JW. hrabi Siemieńskiego; domem, ogrodem, ekonomicznemi budynkami wybornemi, fabryką skór angielskich, i źródłem ropy tłustej sławna. Zapewne jeszcze wówczas trwała pamięć o XVI-wiecznych poszukiwaniach Bonera, skoro zanotował również, że ...ma tu się znajdować ruda żelazna, minery złota i różne kamienie.
Kiedy w XIX wieku odkryto przydatność ropy naftowej do celów gospodarczych, rozwinął się tu przemysł naftowy. Wydobywano ropę i wybudowano rafinerię, która upadła na skutek powodzi pod koniec XIX wieku.
W latach 1975–1998 miejscowość administracyjnie należała do województwa nowosądeckiego.

## Zabytki
Obiekty wpisane do rejestru zabytków nieruchomych województwa małopolskiego
- kościół pomocniczy pw. św. Michała Archanioła z 1761. Fundatorami świątyni byli właściciele wsi Wilhelm i Petronela Siemieńscy. Jest to świątynia wzniesiona w stylu barokowym ze zwieńczeniami nawiązującymi do łemkowskiej kultury cerkiewnej. Korpus kościoła jest drewniany, konstrukcji zrębowej, o ścianach pokrytych gontem. Około 1800 do kościoła dobudowano dwie murowane wieże, a w roku 1956 do prezbiterium dostawiono nową zakrystię. Polichromia o motywach figularnych pochodzi z 2 połowy XIX wieku. Ołtarz główny i dwa boczne z 1 połowy XIX w nawiązują do tradycji barokowej.
  - ogrodzenie, murowane z dzwonnicą parawanową;
- cmentarz wojenny nr 72 z I wojny światowej;
- zespół dworski;
  - dwór – barokowo-klasycystyczny z 1803 r. z zespołem parkowym (aktualnie w remoncie), zespół podworski wzniesiony w XVI–XVII w.,
  - 2 oficyny z ok. 1800 r.
  - lamus powstały w XIX wieku z przebudowy dworu obronnego rodziny Brzeńskich z połowy XVI w.

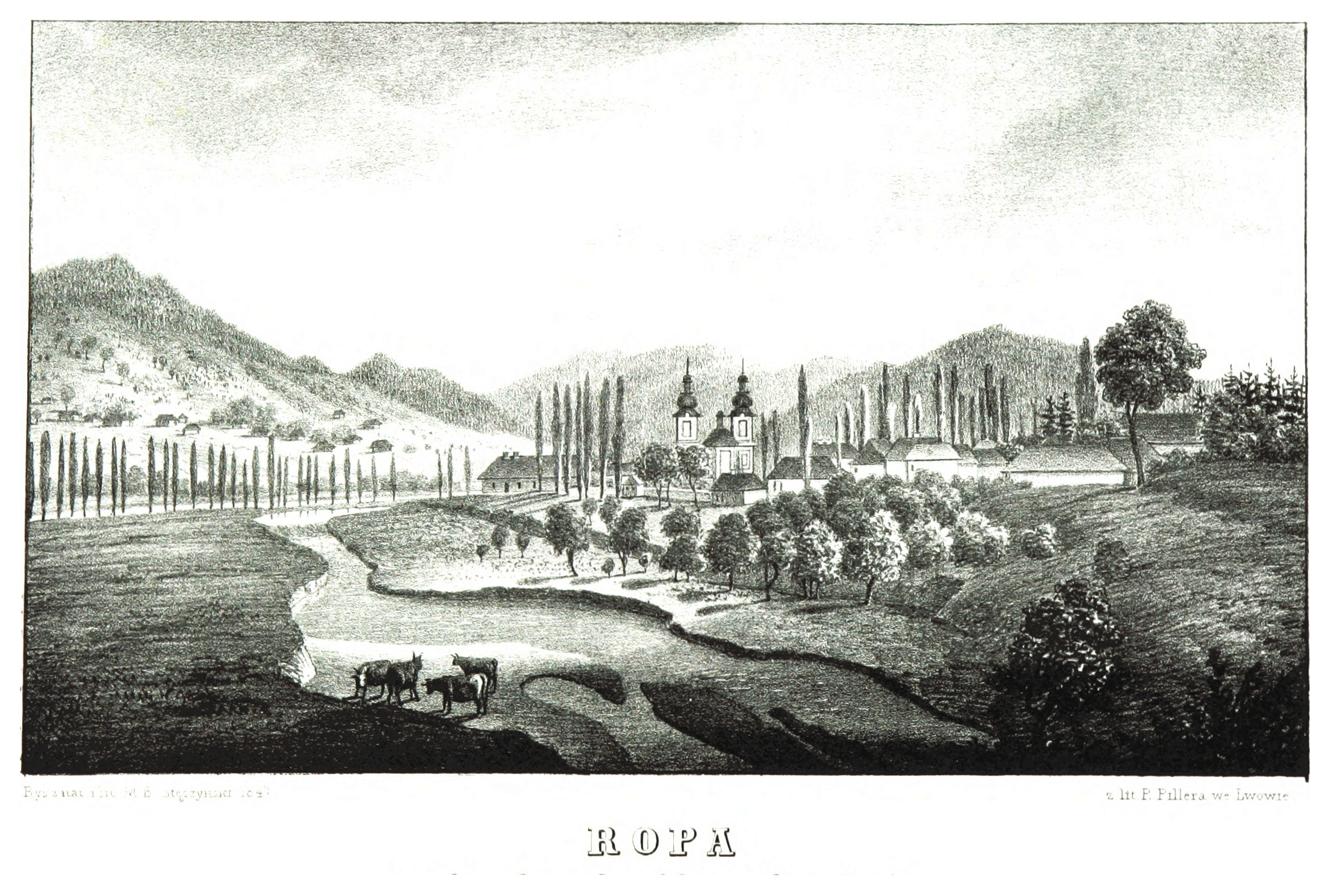
Ropa – 1846

  - park.

## Wspólnoty wyznaniowe
- Kościół Reformowany Adwentystów Dnia Siódmego – zbór w Ropie[8]
- Kościół rzymskokatolicki – Parafia św. Michała Archanioła w Ropie[9]

## Legendy
Z wsią związana jest legenda o poszukiwaczu złota, Sewerynie Bonerze. Nie wiadomo, czy udało mu się je znaleźć, ale podobno olej skalny zalał i zniszczył mu kopalnię. Z tych czasów pochodzi powiedzenie: „Ten co w Ropie złota szukał smołą się opłukał”. Do dziś niektórzy szukają opuszczonej kopalni, która ma się znajdować na zboczach Chełmu.
O tym jak powstał dwór w Ropie opowiada miejscowa legenda. Magnat Gładych będąc na polowaniu, zatrzymał się na górze Chełm. Nasyciwszy się, zapragnął napić się wina, wysłał więc służbę do małej osady położonej u podnóża góry. Mieszkańcy, którzy nie znali tego napoju, wysłali miejscową piękną dziewczynę z serwatką. Zakochawszy się, magnat zabrał dziewczynę i postanowił do wsi nigdy już nie powrócić. Narzeczona jednak bardzo tęskniła za rodzinnymi stronami. Magnat postanowił wrócić z nią do osady. Obok jej rodzinnej chaty wybudował dwór, w którym małżonkowie zamieszkali. Gładych postanowił też nazwać wieś Ropą.

## Szlaki turystyczne
- Gorlice – Miejska Góra 643 m n.p.m. – Ropa – Wawrzka – Florynka – Jamnica

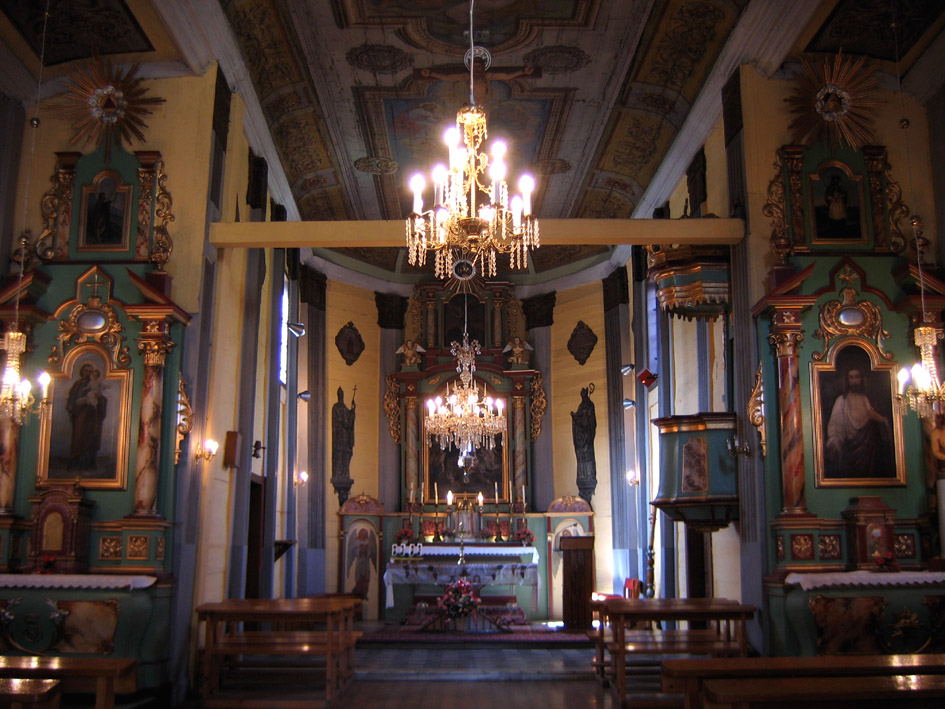
Wnętrze kościoła św. Michała